# St. Marien (Lützensömmern)

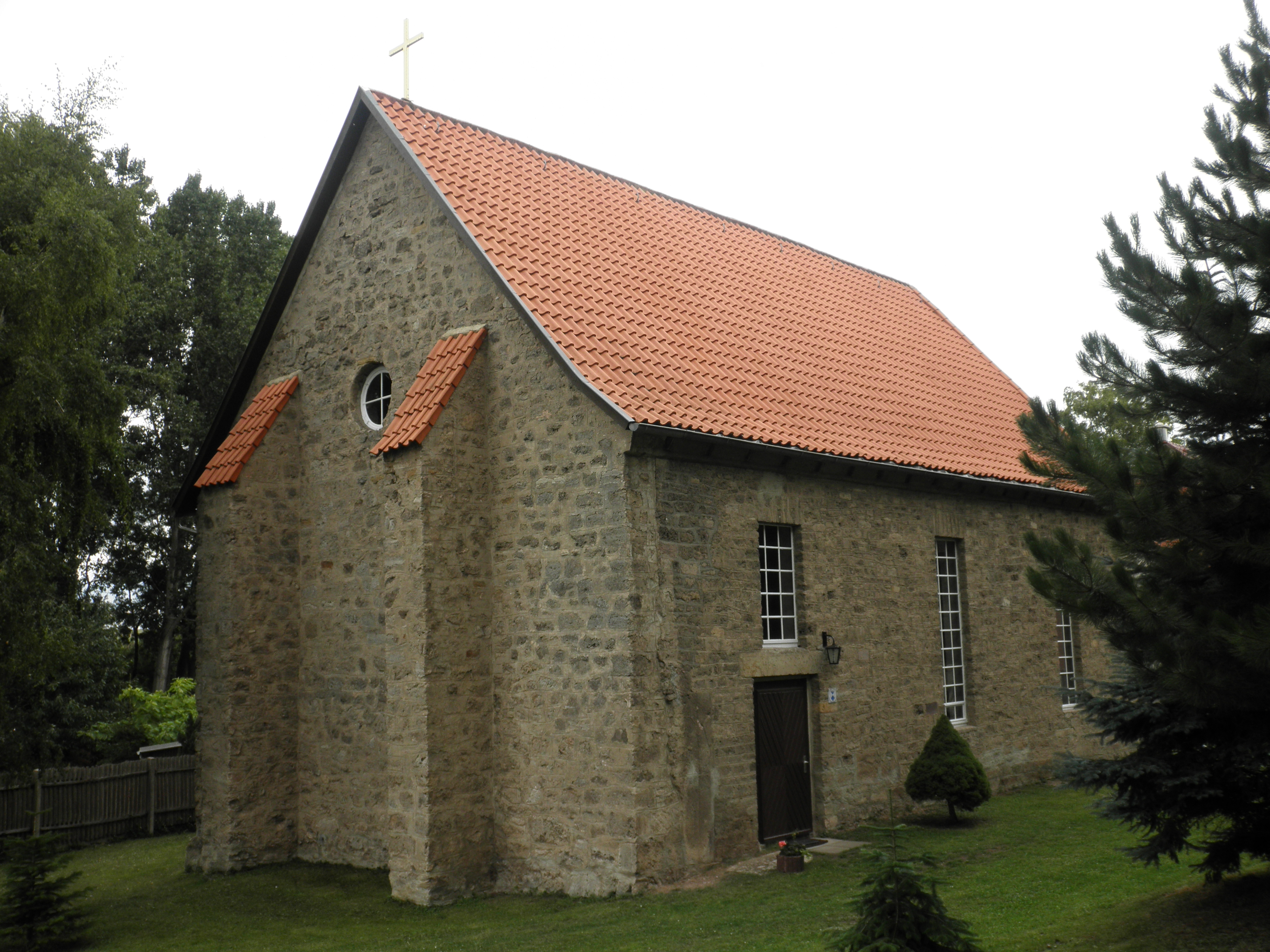
St. Marien

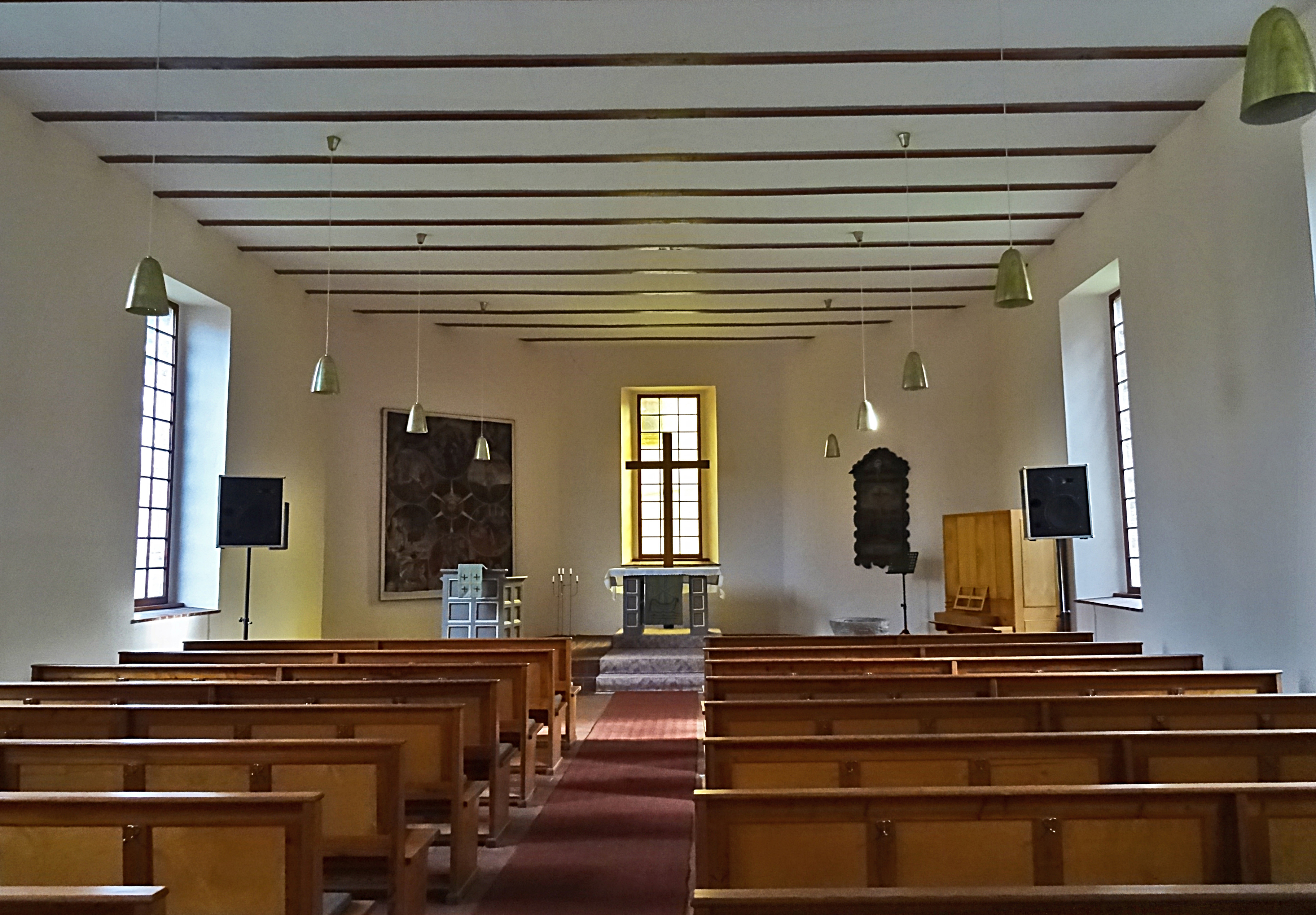
Innenansicht

Die evangelisch-lutherische Kirche St. Marien steht in Lützensömmern, einem Ortsteil der Gemeinde Kutzleben im Unstrut-Hainich-Kreis von Thüringen. Die Kirchengemeinde Lützensömmern gehört zum Kirchspiel Bad Tennstedt im Kirchenkreis Mühlhausen der Evangelischen Kirche in Mitteldeutschland.

## Beschreibung

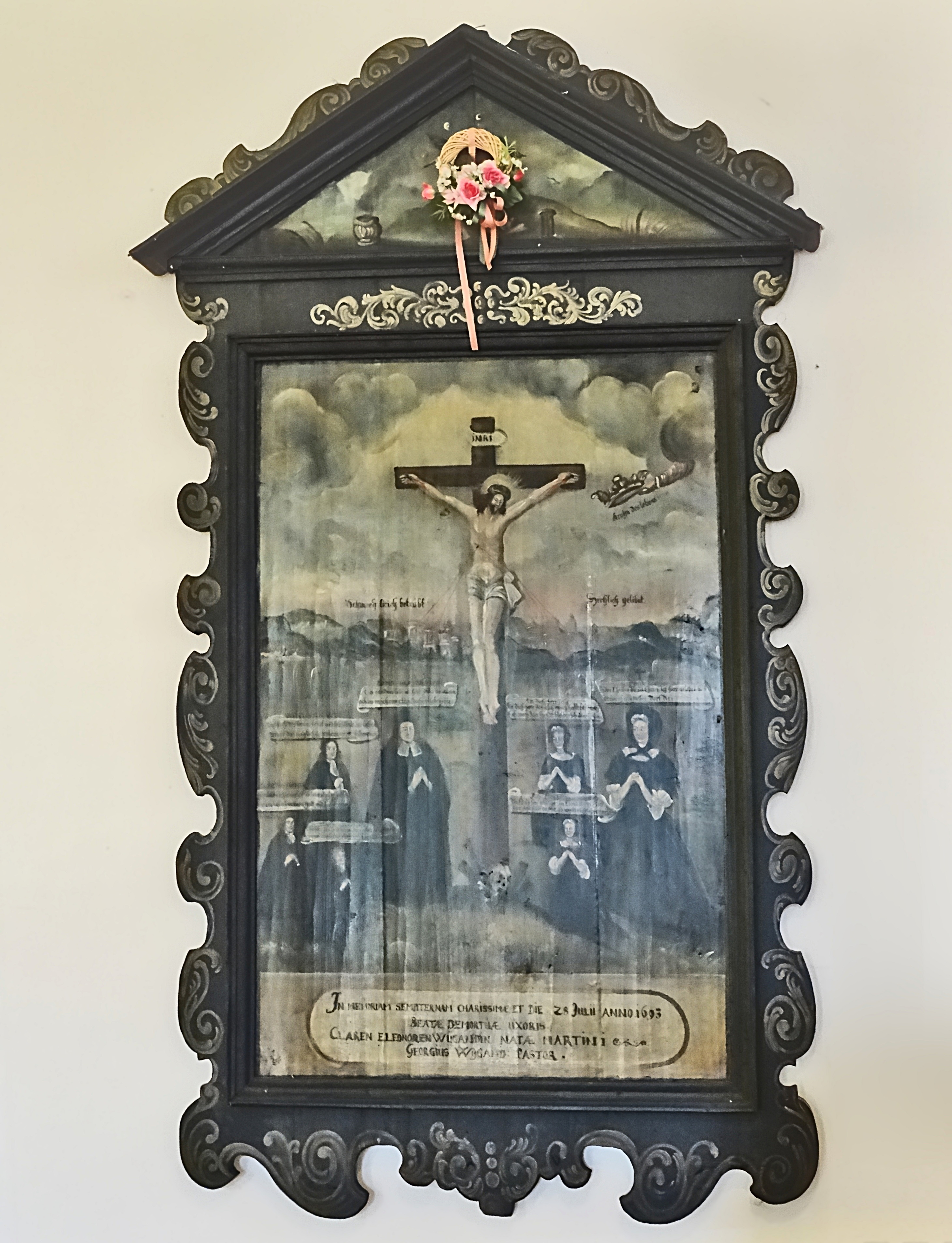
Epitaph für Eleonore Wiegand (1693)

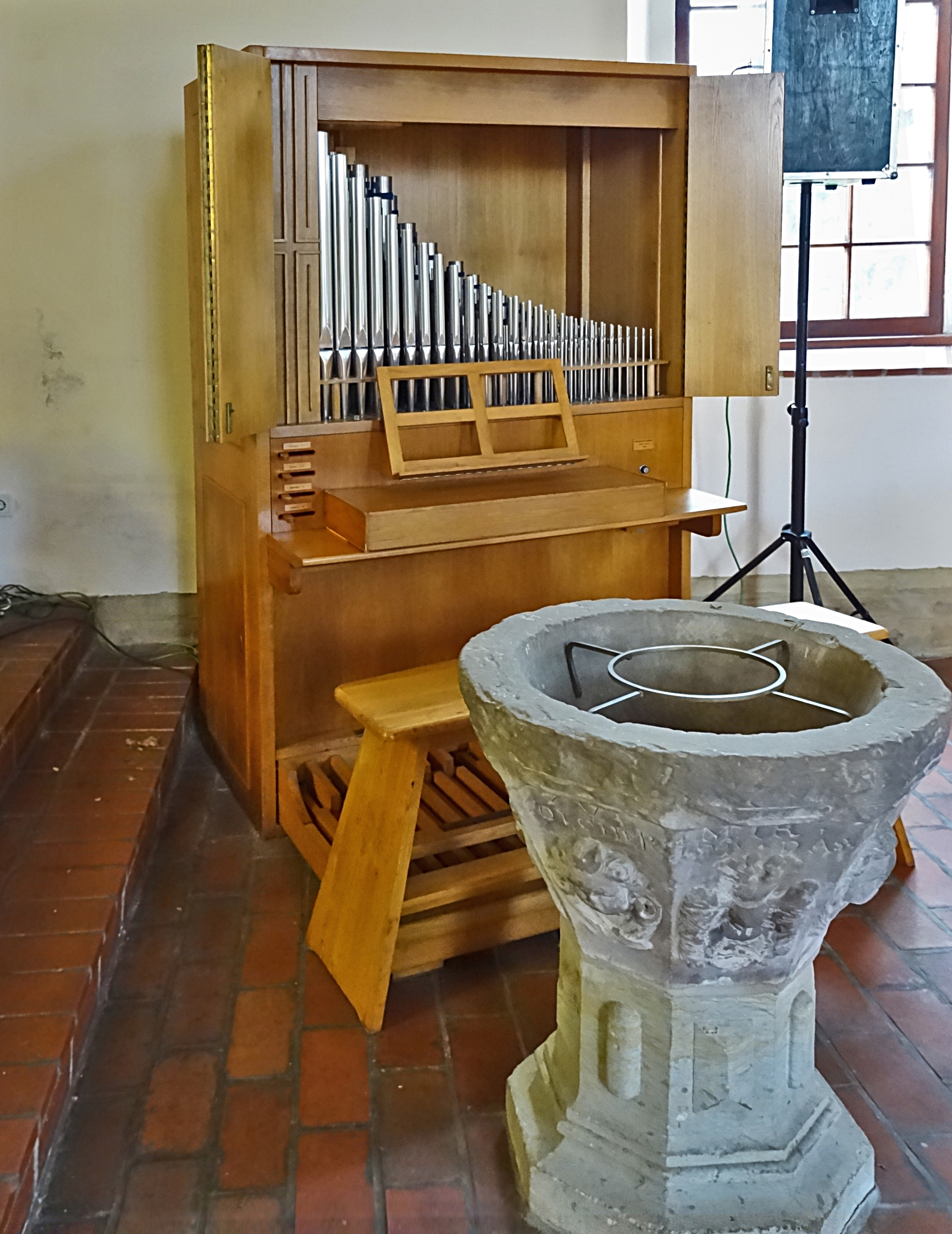
Hüfken-Orgel und Taufstein

Die dreiseitig geschlossene Saalkirche aus Bruchsteinen stammt im Kern aus dem 16. Jahrhundert. Der Kirchturm im Westen wurde im 20. Jahrhundert abgebrochen. An seiner Stelle gibt es einen separaten Glockenstuhl. Sie hat am westlichen Giebel zwei Strebepfeiler. Das Kirchenschiff ist mit einem Satteldach bedeckt, der Innenraum hat eine Flachdecke. Das Taufbecken stammt aus der Zeit der Renaissance, sein Fuß wurde allerdings erneuert. Ein Epitaph mit dem Bild der Stifterfamilie von 1693 steht vor dem Gekreuzigten. Die Orgel mit 4 Registern, verteilt auf ein Manual und ein angehängtes Pedal, d. h. die Klaviatur des Pedals hat kein eigenes Register, sondern ist dauerhaft an ein Register des Manuals gekoppelt. Sie wurde 1990 vom Orgelbau Reinhard Hüfken gebaut.